# Championnat de Suisse de football 2002-2003
Le championnat de Suisse de football de Ligue Nationale A 2002-2003 a vu la consécration du Grasshopper Zürich.

## Format
Le championnat se compose de deux tours. Le tour préliminaire se déroule en automne avec 12 équipes. Le tour final a lieu au printemps avec les 8 meilleures équipes du tour préliminaire. Celles-ci conservent la moitié de leurs points acquis au tour préliminaire. Les quatre derniers du tour préliminaire jouent un tour de promotion/relégation avec les quatre premiers de Ligue nationale B à l'issue duquel deux équipes sont promues en Ligue nationale A, les autres restant en Ligue nationale B, ceci afin de réduire la Ligue nationale A à 10 clubs pour la saison 2003-2004.

## Classements

### Tour préliminaire
| Place | Club               | Pts | J  | V  | N | D  | Buts + | Buts - | Diff. |
| 1er   | Grasshopper Zürich | 49  | 22 | 15 | 4 | 3  | 58     | 26     | +32   |
| 2e    | FC Bâle            | 47  | 22 | 14 | 5 | 3  | 57     | 25     | +32   |
| 3e    | FC Thoune          | 31  | 22 | 9  | 4 | 9  | 33     | 33     | 0     |
| 4e    | FC Wil             | 31  | 22 | 8  | 7 | 7  | 43     | 45     | -2    |
| 5e    | FC Zurich          | 31  | 22 | 9  | 4 | 9  | 35     | 37     | -2    |
| 6e    | Neuchâtel Xamax    | 31  | 22 | 8  | 7 | 7  | 30     | 33     | -3    |
| 7e    | BSC Young Boys     | 30  | 22 | 8  | 6 | 8  | 41     | 41     | 0     |
| 8e    | Servette FC        | 29  | 22 | 8  | 5 | 9  | 45     | 37     | +8    |
| 9e    | FC Lucerne 1       | 24  | 22 | 7  | 5 | 10 | 31     | 38     | -7    |
| 10e   | FC Saint-Gall      | 24  | 22 | 6  | 6 | 10 | 31     | 48     | -17   |
| 11e   | SR Delémont        | 20  | 22 | 6  | 2 | 14 | 24     | 44     | -20   |
| 12e   | FC Aarau           | 18  | 22 | 5  | 3 | 14 | 19     | 40     | -21   |

1 Le FC Lucerne s'est vu retirer 2 points par la Commission de discipline pour des problèmes de licence.

### Tour final
| Place | Club               | Pts | J  | V  | N | D | Buts + | Buts - | Diff. | Bonus 1 |
| 1er   | Grasshopper Zürich | 57  | 14 | 9  | 5 | 0 | 37     | 15     | +22   | 25      |
| 2e    | FC Bâle            | 56  | 14 | 10 | 2 | 2 | 38     | 17     | +21   | 24      |
| 3e    | Neuchâtel Xamax    | 35  | 14 | 5  | 4 | 5 | 18     | 17     | +1    | 16      |
| 4e    | BSC Young Boys     | 34  | 14 | 6  | 1 | 7 | 21     | 29     | -8    | 15      |
| 5e    | FC Zurich          | 31  | 14 | 4  | 3 | 7 | 20     | 23     | -3    | 16      |
| 6e    | Servette FC        | 31  | 14 | 4  | 4 | 6 | 16     | 26     | -10   | 15      |
| 7e    | FC Thoune          | 28  | 14 | 3  | 3 | 8 | 18     | 30     | -12   | 16      |
| 8e    | FC Wil             | 26  | 14 | 2  | 4 | 8 | 19     | 30     | -11   | 16      |

1 moitié des points du tour préliminaire.

### Qualifications européennes
- Grasshopper Zürich : troisième tour de qualification de la Ligue des champions
- Neuchâtel Xamax : tour préliminaire de la Coupe UEFA
- BSC Young Boys : tour préliminaire de la Coupe UEFA
- FC Thoune : deuxième tour de la Coupe Intertoto
- FC Wil : premier tour de la Coupe Intertoto

- FC Bâle : premier tour de qualification de la Coupe UEFA, en tant que vainqueur de la Coupe de Suisse

### Tour de promotion/relégation
- Voir championnat de Suisse D2 2002-2003

### Relégations et Promotions
- Le FC Aarau et le FC Saint-Gall se maintiennent en Ligue Nationale A
- Le FC Lucerne et SR Delémont sont relégués en Ligue Nationale B
- Aucun club n'est promu, afin de réduire la Ligue Nationale A à 10 clubs pour la saison suivante

## Résultats complets
- Résultats sur RSSSF